# Star Trek: Deep Space Nine (7. évad)
A következőkben a Star Trek: Deep Space Nine televíziós filmsorozat hetedik évadának epizódlistája olvasható. 
|  | Alább a cselekmény részletei következnek! |

## Hetedik évad
| No.  | Cím | Eredeti cím                           |
| ---- | --- | ------------------------------------- |
| 151. | Arc a homokban [2/1] | Image in the Sand                     |
| 151. | A féreglyuk bezárulása és Jadzia halála után a Földre visszaköltözött Siskónak hosszú idő óta először újra látomást küldenek a Próféták, egy homokba temetett női arcról a Tyree nevű bolygón. Sisko apja a látomás miatt bevallja, hogy a nő, akit Ben látott, a valódi anyja, aki a születése után nem sokkal elhagyta Josephet. Sarah hátrahagyott egy medált, amin a 'Küldött Hordozója' szöveg olvasható ó-bajoriul, ezért a Sisko család felkerekedik a Tyree felé, hogy kiderítsék az igazságot. Mielőtt útnak indulhatnának, csatlakozik hozzájuk egy fiatal Csillagflotta-tiszt, akit Ezri Daxnak hívnak. Eközben az állomáson is zajlik az élet: az ezredessé kinevezett Kirának a romulánokkal gyűlik meg a baja, akik előbb bekönyörgik magukat Bajor egyik holdjára azzal, hogy katonai kórházat hoznának létre, ám mire a bajoriak feleszmélnek, a holdat már fegyveres romulán katonai bázissá is alakították. O'Brien, Bashir és a végül hozzájuk csapódó Quark pedig veszélyes küldetésre kísérik Worfot, aki Jadzia emlékének akar tisztelegni a győzelemmel. |                                       |
| 152. | Árnyak és jelek [2/2] | Shadows and Symbols                   |
| 152. | A Tyree-re megérkezve Sisko, a többiekkel a nyomában, megszállottan indul útnak a sivatagban, maga sem tudja, mit keres. Végül egy, a homok mélyén eltemetett Hordozót talál. Ám mielőtt kinyithatná az azt rejtő ládát, újabb látomás keríti hatalmába, ami azonban a jelek szerint nem a Próféták műve, hanem épp az a célja, hogy megakadályozza a Küldöttet az ő nevét viselő Hordozóval történő kapcsolatba lépésben. Worfék közben rendületlenül haladnak céljuk, egy kardassziai hajógyár felé, melyet egy merész húzással sikerül is megsemmisíteniük, ezzel biztosítva Jadzia helyét a klingon túlvilágon, StoVoKorban. Kira elkeseredett lépésre szánja el magát: néhány bajori hajóval blokád alá vonja a holdat, ahová a romulanok befészkelték magukat, hogy megakadályozza további fegyverek bejuttatását. A romulanok persze nem nézik ezt jó szemmel, az összeütközés, melyben a bajoriaknak semmi esélye a túlélésre, elkerülhetetlennek látszik. Ám ekkor Siskónak sikerül megszabadulnia a pagh-wraithok által küldött hamis látomástól, és kiszabadítva a Küldött Hordozójából azt a lényt, aki egykor magára öltötte valódi anyja testét. Ez lehetővé teszi számára, hogy kiűzze a Kosst Amojant az Égi Templomból, és a féreglyuk újra megnyílhasson. Ross admirális pedig, a bajori szektor irányítója, végül belátja, hogy a romulanok ezúttal kissé túl messzire mentek, és ráveszi őket, hogy távolítsák el a fegyvereket a holdról, egy hajszállal előzve csak meg a blokádot alkotó bajori hajók megsemmisítését. |                                       |
| 153. | Emlékkép | Afterimage                            |
| 153. | Ezri Dax, aki csak vendégként tartózkodik az állomáson, igyekszik rendet tenni a fejében előző hordozói miatt kialakult zűrzavarban, Dax régi ismerősei pedig az új hordozóhoz igyekszenek hozzászokni. Ezzel leginkább Worfnak támadnak nehézségei, a klingon nem tudja megemészteni, hogy halott felesége bizonyos értelemben mégis ott van a közelében, és tüntető ridegséggel igyekszik semmibe venni Ezrit, akit nagyon bánt ez a viselkedés. Sisko úgy véli, talált egy feladatot, amivel a tanácsosi képzést kapott Ezri lekötheti magát, legalább részben megszabadulva ezzel gondjaitól, mikor Garakon, aki egy ideje már kardassziai adások dekódolásával igyekszik segíteni hazája felszabadítását a Domínium elnyomása alól, hirtelen klausztrofóbiás rohamok vesznek erőt. Garak és Ezri egymást segítve, és néha szörnyen felbosszantva kerekednek felül a nehézségeiken, és Dax végül, főleg, hogy miután Sisko komolyan elbeszélgetett Worffal a dologról, úgy határoz, hogy elfogadja a kapitány ajánlatát, és az állomáson marad tanácsadóként. |                                       |
| 154. | A nagy holo-rangadó | Take Me Out to the Holosuite          |
| 154. | Feltűnik az állomáson Sisko egyik legádázabb ellenfele, egy Solok nevű vulkáni kapitány, aki már a közösen töltött akadémiai éveik óta folyton csak Sisko lejáratásán, és megszégyenítésén munkálkodik. Ezúttal sincs ez másképp, a vulkáninak sikerül rávennie Siskót, hogy egy, az állomás legénységéből szervezett csapattal álljon ki az ő csapata ellen, méghozzá baseballban. Sisko természetesen azonnal rááll a dologra, és nagy lelkesedéssel kezdi felkészíteni a 'Niners' csapatát, azonban sajnos azt kell látnia, hogy tiszttársai nem épp a baseball legtehetségesebb művelői. |                                       |
| 155. | Újjászületés | Chrysalis                             |
| 155. | Bashir doktor váratlan látogatókat kap: a jó egy évvel korábban az állomáson járt, hozzá hasonlóan genetikai módosításokon átesett 'mutánsokat', akiknek annak idején megígérte, hogy egyik társukat, aki szinte semmilyen kapcsolatot nem tart fenn a külvilággal, igyekszik meggyógyítani. A doktornak időközben sikerült kidolgoznia egy eljárást, ami segíthet, ám az ehhez szükséges berendezés sajnos nem áll rendelkezésére. A kissé különc zseniknek azonban ez nem akadály, elkészítik a megfelelő berendezést, és Sarina felébred 'hosszú álmából', Bashir pedig azon kapja magát, hogy egyre erősebb vonzalmat érez a fiatal nő iránt. Az azonban nem tud mit kezdeni a hirtelen rázúduló új élményekkel, és majdnem visszazuhan korábbi állapotába, így Bashir nem tehet mást, hagynia kell, hogy Sarina megtalálja a maga útját, és önállóan fedezze fel a világot. |                                       |
| 156. | Árulás, hit, és a Nagy Folyó | Treachery, Faith, and the Great River |
| 156. | Odo üzenetet kapva kardassziai informátorától, találkozóra indul hozzá. Ám a megbeszélt helyen Weyoun várja, aki meglepő, és kissé hihetetlen hírrel szolgál: dezertálni akar, és a Domíniumot elárulva hajlandó megosztani ismereteit a Föderációval. Odo hazafelé indul a vortával, azonban hamarosan hívás fut be a hajójukra, és egy 'másik' Weyoun, a sorban következő klón, azt követeli elődjétől, hogy árulása miatt kövessen el öngyilkosságot. Mivel az előd erre nem hajlandó, az új Weyoun, főleg Damar kérésére, jem'hadar hajókat küld Odoék után, hogy semmisítsék meg azt, még akkor is, ha ez egy Alapító halálát jelenti. Miközben folyik az üldözőverseny, a régi Weyoun elmondja Odónak, hogy az Alapítókat ismeretlen betegség támadta meg, és valószínűleg mindannyian meg fognak halni, ő pedig azért vállalta az árulást, hogy szolgálhassa az utolsó Alapítót, aki majd a többiek halála után a Domínium élére állva véget vethet a háborúnak, és a békés együttélés korszakát hozhatja el. Mindeközben odahaza az állomáson O'Briennek komoly nehézségei támadnak, mikor egy fontos alkatrészt próbál beszerezni a Defianthoz. Végül Nogra bízza a feladat megoldását, aki ferengihez méltó tranzakciósorozatba kezd, minek során néhány dolog eltűnik, illetve hosszabb-rövidebb időre gazdát cserél, eredeti tulajdonosaik nem kis bosszúságára. |                                       |
| 157. | Az utolsó győzelem | Once More Unto The Breach             |
| 157. | Worf váratlan látogatót kap Kor személyében, aki egy szívességre szeretné megkérni: mivel a Birodalomban minden befolyását elvesztette, és családja sincs, amire támaszkodhatna, csak egy barát segítségével kerülhetne újra hadihajó fedélzetére, hogy klingonhoz méltón töltse el élete hátralevő részét. Mivel Martok tábornok épp egy bevetést készít elő kardassziai/Domínium területen, Worf úgy gondolja, jól jönne neki egy olyan híres és tapasztalt tiszt, mint Kor. Martok azonban hallani sem akar a dologról, mégpedig azért, mert annak idején éppen Kor utasította el tisztfelvételi kérelmét. Worf azonban öreg barátja kedvéért ráveszi Martokot, hogy tegye meg Kort a vezérhajó harmadtisztjévé. A hajó legénysége jobbára legendának kijáró tisztelettel viseltetik Kor iránt, egészen addig, míg az a küldetés első fázisában kis híján a hajó pusztulását nem okozza, mikor azt hiszi, hogy egy nyolcvan évvel korábban lezajlott ütközetben harcol az évek óta halott Kang oldalán. A támadás azonban ennek ellenére sikerrel jár, ám a hazafelé tartó hajórajt egy jem'hadar kötelék veszi üldözőbe. Valakinek hátra kell maradnia egy hajóval, hogy feltartóztassa őket, megmentve ezzel a többieket. Worf önként vállalja a feladatot, de Kor elkábítja, és ő viszi csatába a kötelék egyik súlyosan sérült hajóját, amivel végrehajtja élete utolsó legendás tettét. |                                       |
| 158. | Az AR-558 ostroma | The Siege of AR-558                   |
| 158. | A Defiant ellátmányt szállít az AR-558 jelzésű égitestre a Chin'toka rendszerben, ahol egy erősen megfogyatkozott létszámú gyalogos század igyekszik megvédeni egy elfoglalt Domínium kommunikációs relét a jem'hadarok állandó támadásaitól. A katonák kétségbeejtő helyzetben vannak, öt hónapja védelmeznek egy talpalatnyi földdarabot a hatalmas számbeli és technikai fölényben levő ellenséggel szemben, és a harc során létszámuk az eredetinek egyharmadára csökkent. Az orbitális pályán várakozó Defiantot megtámadják, a néhány tiszttársával, és Quarkkal a felszínen levő Sisko pedig parancsot ad Worfnak, hogy hagyja el a rendszert a hajóval, mert ő és a többiek a felszínen maradnak erősítés gyanánt. A kapitány átveszi a bázis parancsnokságát, és igyekszik megszervezni a lehető legjobb védelmet. Ennek érdekében néhány ottani katonával elküldi felderítésre Nogot, ám a csapaton rajtaütnek, és csak ketten maradnak életben: az egyik katona, és a súlyosan megsebesült Nog. Bashir nem tudja megmenteni a fiú szétlőtt lábát, amputálnia kell. Dax közben egy ottani technikussal sikeresen átprogramozza a bázis körül szétszórt jem'hadar aknákat, amelyeket a hamarosan bekövetkező újabb ostrom lendületének megtörésére használnak fel. A jem'hadarok megindulnak, és elkeseredett csata bontakozik ki a reléállomás körül, immár nem is annyira az állomás birtoklásáért, sokkal inkább a puszta túlélésért. |                                       |
| 159. | Az egyezség | Covenant                              |
| 159. | Kirát egy régi ismerőse keresi fel az állomáson, az a Vedek, aki kisgyermek korában az egyik fogolytáborban tanította meg őt és gyerektársait a Próféták tiszteletének alapjaira. Ezért is döbben meg Kira, mikor a Vedektől kapott kristály, ami valójában egy transzporterjeladó, egyenesen Empok Norra juttatja, egy pagh-wraith hívő közösségbe. Ám akkor éri még ennél is nagyobb meglepetés, mikor megtudja, hogy a közösség vezetője Dukat, és hogy a bajoriak szemmel láthatóan minden fenntartás nélkül fogadják el őt vezetőjüknek. Kira azonban nem hajlik Dukat eszméinek elfogadására, hiába is próbálkozik a kardassziai. Pár nappal Kira megérkezése után megszületik az első gyerek a közösségben, ám mindenki nagy meglepetésére az újszülött bajori-kardassziai félvér. Kira puhatolózni kezd, és nem sokáig tart kiderítenie – főleg, hogy Dukat közben megpróbálja megölni a gyerek anyját -, hogy ki felelős a 'csodáért'. Dukat, hogy ne derüljön ki az igazság, megpróbálja tömeges öngyilkosságra rávenni a szekta tagjait, azt állítva, hogy ez a pagh-wraithok akarata, ám Kirának ezt végül sikerül megakadályoznia, ám Dukat és feldühödött 'híveinek' haragja elől kénytelen elmenekülni. |                                       |
| 160. | Fél lábbal a valóságban | It's Only A Paper Moon                |
| 160. | A hosszas rehabilitáció után egy bio-szintetikus lábbal az állomásra hazatérő Nogot izgatottan várják barátai és katonatársai. A fiú azonban a jelek szerint a fizikai sérülésből felépült ugyan, de pszichikailag nagyon megviselte a dolog. Nem igazán fogad el segítséget senkitől, egyetlen vigasza az a Vic Fontaine által énekelt dal, amit Bashir jóvoltából tábor szükségkórházában, az AR-558-on hallgatott. Talán ezért is köt ki végül a Fontaine-szimulációban, ahol arra kéri Vicet, hogy nála maradhasson egy időre. A dolog aggodalommal tölti el szüleit, és Siskót, de Dax úgy véli, ez hozzásegítheti Nogot felépüléséhez. A fiú így egy ideig a szimulációban él a földi hatvanas években, és közben egész jól összebarátkozik Fontaine-nel. Vic is megfeledkezik arról, hogy az idill csak látszólagos, ám végül Dax figyelmeztetésére drasztikus lépésre szánja el magát, és leállítva a szimulációt, rákényszeríti Nogot a valóságba való visszatérésre. Mindenki nagy meglepetésére ez sokkal könnyebben sikerül, mint amire számítottak, a terápia mégis hasznosnak bizonyult. |                                       |
| 161. | A tékozló lány | Prodigal Daughter                     |
| 161. | Mikor Sisko tudomást szerez arról, hogy O'Brien magánnyomozásba kezdett egy részben miatta megözvegyült nő sorsát illetően, és a jelek szerint épp abban a rendszerben kutakodik, ahol Ezri Dax szülei élnek, kézenfekvő, hogy a tanácsosnőhöz fordul segítségért. Ezri viszont nem túl boldog a lehetőség miatt, főleg anyját nem szívesen látná viszont. Végül persze, hiszen tiszttársáról van szó, rááll a dologra. Hazaérkezve azt kell látnia, hogy nem sok minden változott, anyja még mindig erős kézzel irányítja a családi vállalkozást, Janel, az idősebb, gyakorlatias és rámenős fiútestvér a kedvenc, öccse, Norvo pedig, a különc művészlélek inkább csak megtűrt személy a házban. Hamarosan O'Brien is előkerül, és arról számol be, hogy megtalálta a keresett nőt, holtan. Mivel néhány gyanús körülmény merül fel az ügyben, a főmérnök és Ezri vizsgálódni kezdenek, és végül kiderül a szörnyű igazság: a kátyúba jutott vállalkozást Janel az Orion Szindikátustól kapott kölcsönnel mentette meg. A Szindikátus ezért cserébe azt kérte, hogy viseljék gondját egyik emberük özvegyének, annak a nőnek, akit O'Brien keresett. A nő azonban egyre több, és több pénzt követelt, és mivel Janel nem tudta, hogyan kezelje a problémát anélkül, hogy minden kitudódna, Norvo saját elhatározásából a végső lépésre szánta el magát, és megölte a zsarolót. |                                       |
| 162. | A császár új álcája | The Emperor's New Cloak               |
| 162. | Quarkot, aki még mindig reménykedik abban, hogy 'összejöhet' Daxszal, egyik este Ezri meglátogatja. Azonban Quark nem egészen erre az Ezrire vágyott, ugyanis a szobájában látogatást tevő nő a tüköruniverzumból érkezett, azzal a hírrel, hogy Zek Nagy Nagus a fogságukban van, ám egy álcázó berendezésért cserébe a Régens hajlandó elengedni. Quark Romot bevonva azonnal cselekszik: meglovasítja Martok hajójának álcázóját, és a biztonság kedvéért elkísérik Ezrit a 'tükör másik oldalára'. Odaát azonban a terrai lázadók fogságába esnek a Terok Noron, és csak Ezri barátjának, Bruntnak köszönhetik, hogy sikerül megszökniük, és továbbindulhatnak az álcázóval a Régens hajója felé. Ott újabb meglepetés éri őket, a Régensnek és Garaknak ugyanis esze ágában sincs elengedni sem Zeket, sem őket, úgy vélik, sokkal egyszerűbb megölni mindannyiukat. Az álcázó beépítésével azonban nem boldogulnak, Rom viszont – persze nem véletlenül – készségesen segít a beüzemelésben: közben szabotálja a hajó energiarendszerét, így a Régens hajója, mikor az álcázónak köszönhetően észrevétlenül becserkészett Defiant megsemmisítésére készülnek, teljesen megbénul. Smiley és Bashir így végre elfoghatják a Szövetség vezetőjét, aki kiváló tárgyalási alap lehet, és a ferengik is megmenekülnek. |                                       |
| 163. | Célkeresztben | Field of Fire                         |
| 163. | Sorozatgyilkos ténykedik az állomáson, aki egy különleges fegyverrel és egyedülálló módszerrel öl, látszólag véletlenszerű áldozatokat. Mivel a szokványos nyomozás elakad, Sisko Daxot bízza meg, hogy a pszichológia módszereivel próbáljon a tettes nyomára akadni. Ezri végül, bár egyáltalán nincs ínyére a dolog, rájön, kitől kell segítséget kérnie: Jorantól, Dax egyik korábbi hordozójától, aki több gyilkosságot is elkövetett, és akinek személyisége természetesen a többi hordozóéval együtt ott él a szimbiótában. Azonban a lélekben önálló életre hívott Joran személyisége azzal fenyeget, hogy a nyomozás végére Ezriből is gyilkost csinál, és a tanácsosnőnek minden erejét latba kell vetnie, hogy kordában tartsa a megszállott gyilkost irányító vágyakat, és közben még a nyomozásra is tudjon összpontosítani. Ezrinek és Jorannak végül sikerül fegyverszünetet kötnie, és a gyilkost motiváló érzések, késztetések megismerésével Dax végül az utolsó pillanatban rátalál az állomáson tevékenykedő merénylőre, akinek a következő áldozata épp ő lett volna. |                                       |
| 164. | Hiú ábránd | Chimera                               |
| 164. | Az állomásra hazafelé tartó O'Brien és Odo űrkompját egy különös lény támadja meg az űrben, amiről hamarosan kiderül, hogy valójában egy Odóhoz hasonló alakváltó. A jövevényt elviszik az állomásra, ahol biztonsági megfontolásokból egyelőre elzárva tartják, de Sisko, Odo közbenjárására megengedi, hogy az alakváló a felügyelő őrizetében szabadon mozoghasson az állomáson. Odo és a Laas nevű alakváltó érthető okokból összebarátkoznak. Sok dolog derül ki a jövevényről: ő is az Alapítók által kiküldött százak egyike, megtalálásának és eddigi életének körülményei nagyon hasonlítanak Odóéra, csak Laas több mint kétszáz éves, így sokkal több tapasztalattal rendelkezik, mint a humanoidként alig harminc évet megélt Odo. Laas meg akarja győzni a felügyelőt, hogy hozzá méltatlan dolog egyszerű humandoidnak kiadva magát az 'egyalakú' lények között élni, inkább el kellene indulniuk megkeresni a hozzájuk hasonlókat, hogy létrehozzanak egy új Köteléket, és ezzel biztosítsák fajuk fennmaradását, tekintve, hogy az Alapítók súlyos betegek, és sorsuk egyelőre kétséges. Odo dilemma elé kerül: egyfelől Laassal tartana, hogy úgy élhessen, ahogy az fajához méltó, viszont nem tudná könnyű szívvel otthagyni Kirát. Laas hamarosan összetűzésbe keveredik két klingonnal, és az egyiküket, tulajdonképpen önvédelemből, megöli, így visszakerül a börtönbe, és arra számíthat, hogy a Föderáció kiadja a klingonoknak. Odo döntésképtelen, Kira pedig szenvedését látva, kezébe veszi a dolgokat: segít megszökni Laasnak, és elküldi egy naprendszerbe, majd Odót is útbaigazítja Laas búvóhelye felé, felkészülve arra, hogy soha többé nem fogja látni a felügyelőt. Odo valóban útra is kel, ám csak azért, hogy megmondja Laasnak, nem tart vele, mert az ő helye, legalábbis most még mindenképpen, a humanoidok között van, Kira oldalán. |                                       |
| 165. | Holomaffia | Badda-Bing, Badda-Bang                |
| 165. | A Vic Fontaine-szimulációban időző Bashirt és O'Brient, meg persze magát Vicet is, kellemetlen meglepetés éri, a szimuláció ugyanis meghibásodni látszik, a hangulatos klubból tipikus vegasi bűnbarlang válik, ahol a mindenféle rossz arcú fickók sokkal inkább kíváncsiak egy lengén öltözött női tánckar, mint Vic előadására. Bashir kideríti, hogy nem programhibáról van szó, hanem egy előre beépített váratlan fordulatról, aminek lényege, hogy Vic bárja egy maffiafőnök, Mr. Zeemo, és egyik 'hű alattvalója', bizonyos Szemes Frankie birtokába került, így Fontaine munka nélkül marad, a programot játszóknak pedig vissza kell téríteniük a történetet a helyes irányba. Így Fontaine barátai, vagyis gyakorlatilag a teljes tisztikar, Worf és Sisko kivételével, valamint Yates, kifőznek egy tervet, amivel kiüthetik a Szemest a nyeregből, mégpedig azzal, hogy kirabolják a kaszinó pénztárát, így Frankie nem tudja majd kifizetni a jutalékot Zeemónak, aki ettől valószínűleg egyáltalán nem lesz boldog. A végrehajtáshoz azonban szükségük volna még egy emberre, ám Sisko, hiába kapacitálja Kasidy, eleinte nem hajlandó beadni a derekát. Worfhoz hasonlóan ő is ostobaságnak tartja egy hologram megsegítésének ötletét, ráadásul neki az sem tetszik, hogy a Fontaine-szimuláció több tekintetben, többek között a feketék akkori megítélését illetően sem korhű. A dolog végül egy parázs vitában csúcsosodik ki, amit mindketten elég paprikás hangulatban fejeznek be. Ám mint később kiderül, mégiscsak Yates győzedelmeskedett, Sisko ugyanis másnap felkeresi a szimulációban haditanácsot tartó többieket. Részletesen kidolgozzák a hadműveleti tervet, kiiktatva minden hibalehetőséget, és másodpercre pontosan időzítve az egymást követő lépéseket, majd a rá következő nap estéjén megindul a támadás. Azonban mintha minden összeesküdött volna ellenük: Dax kezéből kiütik a pénztárszobában dolgozó egyik könyvelőnek szánt, hánytatószerrel 'ízesített' italt; a széfről kiderül, hogy sokkal bonyolultabb annál, mint amilyennek Kira leírta, így Nog nem végez időben a kinyitásával; ráadásul Zeemo is egy nappal a tervezettnél korábban bukkan fel a pénzéért, így a rablást az orra előtt kell lebonyolítani, úgy, hogy abból se ő, se a Szemes ne vegyen észre semmit. A harcedzett csapat azonban néhány rögtönzött megoldással felülkerekedik a problémán, és végül egy huszadik századi bűnügyi regénybe illően kalandos módon sikerül meglovasítaniuk a pénzt, kellemetlen perceket okozva ezzel az üres széfet Zeemo előtt kinyitó szemes Frankie-nek. A Fontaine-szimuláció ettől alaphelyzetbe áll, a klubját visszakapott Vic pedig meghívja barátait egy italra, majd egy dallal is kedveskedik nekik, amit azonban, a tisztikar nagy meglepetésére, Siskóval duettben ad elő. |                                       |
| 166. | A háború idején hallgat a törvény | Inter Arma Enim Silent Leges          |
| 166. | Mikor Bashir épp egy, a Romuluson tartandó konferenciára készül, Sloan fenyegetését beváltva felbukkan, és ismerteti a doktorral a Harmincegyes Részlegnek végzendő első küldetését: meg kell állapítania, hogy a Tal Shiar vezetője, bizonyos Koval, valóban Tuvan-szindrómában szenved-e. Bashir elzárkózik a kérés elől, de mikor másnap beszél Ross-szal és Siskóval, azok úgy vélik, ez jó alkalom volna a Harmincegyes Részleg leleplezésére. Bashir így látszólag belemegy a dologba, és miután találkozott Kovallal, elmondja Sloannek, hogy szerinte a romulánnak valóban Tuvan-szindrómája van. Sloan erre elejt egy olyan megjegyzést, amiből Bashir azt szűri le, hogy a Harmincegyes Részleg merényletet tervez Koval ellen. Mivel Bashir a Deep Space Nine-nal rádiócsend miatt nem léphet kapcsolatba, a konferencián szintén részt vevő Ross pedig gyanús körülmények között agyvérzést kap, Bashir végül nem lát más kiutat, mint hogy Cretak szenátorhoz forduljon, és tájékoztassa a készülő merényletről, valamint arról, hogy Sloant valaki segíti a romulán kormány köreiben. Cretak megpróbál erre bizonyítékot szerezni, ám lebukik, és letartóztatják, Bashirral és Sloannal együtt. Sloan a romulánoknak egy valamelyest eltérő történetet adott elő, úgy állította be a dolgot, mintha nem létezne a Harmincegyes Részleg, és ő a vélhetően a romulánok által meggyilkoltatott egykori mentoráért akart bosszút állni Kovalon. Sloan őrei figyelmetlenségét kihasználva megpróbálja megölni Kovalt, de az végez vele. A romulanok Bashir ellen nem emelnek vádat, Cretak azonban súlyos következményekkel szembesül azért, mert megpróbált segíteni Bashirnak. A doktor csak útban hazafelé jön rá, mi is zajlott körülötte: Cretak és Koval volt a két legesélyesebb jelölt arra, hogy bejuthasson a romulán bizottságban megüresedett helyre, ám mivel Koval már több mint egy éve a Föderáció beépített ügynöke, a Harmincegyes Részleg ezzel a manőverrel semmisítette meg politikailag az esélyesebb Cretakot, hogy az ügynökük feljebb juthasson a ranglétrán, és az események miatt a többiek bizalma is megerősödjön irányában. Ez persze azt is maga után vonja, hogy Koval valójában nem ölte meg Sloant, ám a színjátéknak köszönhetően a Harmincegyes Részleg vezető ügynöke is kikerült, legalábbis egyelőre, a nyilvánosság középpontjából. |                                       |
| 167. | Félárnyék [10/1] | Penumbra                              |
| 167. | Sisko, miután birtokot vásárolt Bajoron, döntő lépésre szánja el magát, és megkéri Yates kezét, aki örömmel mond igent. Kevéssel ezután rossz hír érkezik az állomásra: a Koragát, a Worf által irányított klingon hajót Domínium-erők semmisítették meg, és Worfot nem találták meg a támadást túlélt mentőegységek között. A Defiant egy ideig kutat Worf után, de mikor a jem'hadarok kezdenek elszaporodni a térségben, kénytelenek hazatérni. Dax azonban, eleinte maga sem érti miért, a fejébe veszi, hogy mindenáron megtalálja Worfot, ezért ellop egy űrkompot, és Sisko tiltását semmibe véve a Badlandsbe repül, ahol Worf mentőegységét véli sodródni. A megérzése helyesnek bizonyul, sikerül megtalálnia a klingont, és elindulnak hazafelé, ám a hangulat meglehetősen paprikás a fedélzeten. Eközben a Kardasszián rekedt Alapító a jelek szerint titkos tárgyalásokba kezd valakivel, Weyoun és a többi vorta továbbra is az alakváltókat sújtó betegség ellenszerét keresik, Damart pedig Dukat keresi fel, segítséget kérve tőle. A hazafelé tartó Dax és Worf hajóját jem'hadarok támadják meg, kénytelenek előlük egy bolygóra menekülni, ám az űrkomp közben megsemmisül, ráadásul mindketten elfelejtik elhozni a vészjeladót, így nem sok esélyük van a menekülésre. Azonban a helyzetben van valami jó is, ugyanis így végül kénytelenek szembesülni az egymás iránti érzéseikkel, és úgy tűnik, az eddigi majdhogynem gyűlölet az ellenkezőjébe fordul. Az idill azonban nem sokáig tart, ugyanis váratlanul néhány breen bukkan fel a semmiből, és ki tudja miért, fogságba ejtik Worfot és Daxet. Az állomáson Sisko és Yates tervezgetni kezdik az esküvőjüket, de nagyon úgy néz ki, azt már valaki más eltervezte helyettük: részben a bajoriak, akik hatalmas ünnepséggé akarják változtatni a Küldött esküvőjét; valamint a Sarah Próféta, aki egy látomásban keresi fel Siskót, és szinte megtiltja neki, hogy összeházasodjon Kasidyvel. Dukat is megkapja Damartól a kért segítséget, annak ellenére, hogy Weyoun nem fogadná örömmel, ha megtudná, hogy Dukat a közelében van, ám a veszély csak egy darabig fenyeget, ugyanis Dukat kardassziaiként érkezett Kardassziára, de egy tehetséges sebésznek köszönhetően bajoriként távozik onnan, hogy megkezdje egyelőre még ismeretlen terve végrehajtását. |                                       |
| 168. | Míg a halál el nem választ [10/2] | 'Til Death Do Us Part                 |
| 168. | A Küldött küszöbön álló esküvője hírére Kai Winn az állomásra érkezik, hogy személyesen adhassa át jókívánságait, így Siskónak van alkalma elmondani neki, hogy a Próféták mit várnak tőle. Winn-nek kevéssel ezután látomásban van része, amiben a Próféták elmondják neki, hogy rá vár Bajor restaurációjának elvégzése, amihez segítséget is fog majd kapni egy vezetőtől, aki hamarosan megérkezik hozzá. A vezető kilétére is fény derül nemsokára, ugyanis a sebészileg bajorivá alakított Dukat megérkezve az állomásra, felkeresi Winnt, és nagyon úgy tűnik, pontosan tisztában van azzal, miféle látomása volt a Kainak, mert minden cselekedetével ezt igyekszik alátámasztani. Yates és Sisko között közben kissé zordra fordul a helyzet, mivel Ben hajlik arra, hogy engedelmeskedjen a Próféták akaratának. Worfot és Daxot még mindig a breen hajó fedélzetén viszik valahová, és az időnként nem túl humánus kihallgatásokkal tarkított úton végre alkalmuk van tisztázni egymás iránti érzéseiket. Dukat addig manőverezik, hogy sikerül érzelmi kapcsolatot kialakítania maga és Winn között, és meggyőzi a Kait arról, hogy saját kezükbe kell venniük Bajor sorsát, mellőzve Siskót, aki bár a Próféták Küldöttje, nem érezheti át, min ment keresztül a bajori nép a megszállás során. A kapitányt ez jelen pillanatban nem is igazán izgatja, ugyanis végül úgy határoz, a Próféták figyelmeztetését figyelmen kívül hagyva mégis elveszi Kasidyt. Végül a breenek is megérkeznek titokzatos céljukhoz, amiről kiderül, hogy az nem más, mint egy találkozó a Weyount, Damart, és az Alfa Kvadránsban rekedt Alapítót szállító jem'hadar hajóval, a breenek ugyanis szövetséget kötöttek a Domíniumnal. |                                       |
| 169. | Sötét szövetségesek [10/3] | Strange Bedfellows                    |
| 169. | Az újonnan kialakuló Domínium-Breen szövetség gyakorlatilag kegyvesztett helyzetbe hozza a kardassziaiakat, amit Damar nem néz jó szemmel, de Weyount sokkal inkább érdeklik az új szövetséges által nyíló új távlatok, mint a régi folyamatos panaszáradatra, és nem igazán törődik Damar ellenérveivel bizonyos lépéseket illetően. Worfot és Daxot Kardassziára szállítják, ahol Weyoun egyezséget ajánl: ha hajlandók kiegészíteni a kényszervallatás során belőlük kiszedett ismereteket, nem végzik ki őket, csak életfogytiglani börtönbüntetést kapnak. Worf válasz gyanánt kitöri a tenyérbe mászó vorta nyakát, Damar pedig meglepő módon szinte még örül is ennek. Winn és Dukat visszatértek Bajorra, ahol Dukat tovább növeli befolyását Winn fölött. A Kainak hamarosan újabb látomásban van része, amiből megtudja, valójában nem a Próféták, hanem a pagh-wraithok szólnak hozzá, ők küldték Dukatot is, bár azt még mindig nem tudja, kicsoda a magát bajori földművesnek kiadó férfi. Afölötti kétségbeesésében, hogy a Próféták nyilvánvalóan elfordultak tőle, Kirához fordul tanácsért, azt bizonygatva, bármit képes lenne megtenni, hogy azok újra kegyeikbe fogadják. Azonban amikor az ezredes azt javasolja neki, mondjon le minden hatalmi törekvéséről, és lépjen vissza a Kai tisztségről, kiderül, azért ennyire komolyan mégsem gondolta a dolgot. Worf és Dax, miután Weyoun ajánlatát elég nyilvánvalóan utasították vissza, és túl vannak már egy meghiúsított szökési kísérleten, a kivégzésükre várnak cellájukban. Damar és két jem'hadar hamarosan meg is jelenik, hogy elvigyék őket, ám a kardassziai lelövi a jem'hadar őröket, és lehetővé teszi a foglyok számára a szökést, azzal a kéréssel, hogy figyelmeztessék a Föderációt a Domínium új szövetségeseire. Winn végül elhatározásra jut, és úgy dönt, elfogadva Dukat segítségét, rálép arra az útra, amit a pagh-wraithok szántak neki. |                                       |
| 170. | A köpönyegforgató gonosz [10/4] | The Changing Face of Evil             |
| 170. | A Domínium új szövetségesei ijesztő hatékonysággal dolgoznak, ugyanis alig valamivel a csatlakozásuk után egyenesen a Föderáció szívére, a Földre mérnek csapást, lerombolva többek között a Csillagflotta Főparancsnokságot is. Azonban nincs minden rendben a Domínium háza táján, Damar azon lépése ugyanis, hogy segített Worfnak és Daxnak megszökni, csak egy nagyobb szabású terv kezdete: Damar ellenállási mozgalom szervezésébe kezd, hogy felszabadítsa Kardassziát a Domínium megszállása alól. Winn közben újabb lelkiismereti válságba kerül, mikor Damar elmondja neki, hogy a Kosst Amojan könyvének segítségével ki kell szabadítaniuk a pagh-wraithokat a Tűzbarlangokból. Azonban a törekvésük egyelőre megakad, a könyv lapjai ugyanis teljesen üresek. Az állomásra visszatért Dax és Worf még mindig nem jöttek egészen tisztába egymással, legalábbis a klingonnak nem igazán tetszik a gondolat, hogy Ezri, de tulajdonképpen inkább maga Dax, mindeddig titkolt vonzalmat érzett Bashir iránt. Ben és Kasidy közös hajója viharosabb vizekre ér az élet tengerén, Sisko nem nézi jó szemmel, hogy felesége újra teherhajó-kapitányként akarna dolgozni ilyen veszélyes időkben. A breenek offenzívába kezdtek a Chin'toka rendszer visszafoglalására, és a visszaverésükre indított flottában a Defiant is helyet kap. A Csillagflotta azonban döbbenetes vereséget szenved, a breenek ugyanis egy különleges fegyvert vetnek be ellenük, ami megbénítja a hajók elektronikus rendszereit, és ami ellen a jelek szerint semmi sem nyújt megfelelő védelmet. A csatában gyakorlatilag az összevont föderációs-klingon-romulan flotta minden egysége megsemmisül, a Defiantot is beleértve. Bajoron közben Dukat végül Winn hű asszisztensének köszönhetően lelepleződik, és mikor a szerzetes nyilvánosságra akarja hozni, miben mesterkedik Dukat és a Kai, Winn megöli. Ez az esemény azonban hozzásegíti őket a Kosst Amojan könyvében rejtőző titkok felfedezéséhez, és úgy tűnik, a pagh-wraithok kiszabadítása már nem várat sokat magára. Damar ellenállási mozgalma közben megkezdi a harcot, első cselekedetük a vorták klónozását szolgáló állomás megsemmisítése, mely akció sikere után Damar ellenállásra szólítja fel az teljes kardassziai népet, mielőtt követőivel együtt illegalitásba vonul. Ross és Sisko úgy véli, talán éppen ez lehet az, ami időt ad a Föderációnak, hogy tegyenek valamit a breenek energiaelnyelő-fegyvere ellen. |                                       |
| 171. | A baj nem jár egyedül [10/5] | When It Rains…                        |
| 171. | A chin'tokai csata elemzése során fény derül arra, hogy a klingon hajók egyelőre ismeretlen okból, de védetté tehetők az új breen fegyver ellen, így a Föderáció védelmét egyelőre a klingonoknak kell ellátnia, míg a föderációs és romulán hajók számára nem sikerül hasonló védelmet kidolgozni. A Csillagflottánál közben döntés születik, hogy támogatni kell Damar ellenállási mozgalmát, így Kira, Odo és Garak megkezdik az előkészületeket, hogy elutazzanak Damarék rejtekhelyére. Mielőtt még távoznának, Bashir kér egy keveset az alakváltó testéből, hogy megpróbálja leutánozni az alakváltási képességét, hogy egy új szervpótlási eljárást dolgozzon ki. A klingon haderő előtérbe kerülése miatt nem meglepő, hogy Gowron hamarosan az állomásra érkezik, bár először úgy tűnik, csak azért jön, hogy kitüntesse Martok tábornokot. Azonban hamarosan átveszi tőle a klingon flotta irányítását, ám az általa elrendelt hadmozdulatok csak veszteségeket okoznak, így félő, a Domínium erői áttörik a legyengült klingon flotta védelmét. Dukat, mivel nem érzi elég tempósnak Winn-nek a pagh-wraithok kiszabadítását célzó tanulmányait, úgy dönt, maga próbálkozik meg a dologgal, de a pagh-wraithok megvakítják, mikor megpróbál olvasni Kosst Amojan könyvéből, Winn pedig rövid úton kiteszi a szűrét. Bashir az Odótól származó mintát vizsgálva megdöbbentő felfedezést tesz: a felügyelő is szenved abban a betegségben, ami az Alapítókat megtámadta, és állapota valószínűleg nagyjából most indul majd rohamos romlásnak. A doktor megpróbálja megszerezni azoknak a vizsgálatoknak az eredményeit, amiket évekkel korábban a Csillagflotta végzett Odón, ám nagy meglepetésére azokat titkosították. Amikor Bashir és O'Brien jobban utána ásnak a dolognak, rájönnek: Odo nem az Alapítóktól kapta el a fertőzést, hanem valaki épp őt használta fel annak eljuttatására közéjük, és hogy ez a titokzatos valaki nem lehet más, mint a Harmincegyes Részleg. |                                       |
| 172. | Új szelek fújnak [10/6] | Tacking Into The Wind                 |
| 172. | A kardassziai felkelők búvóhelyére megérkezett Kira és csapat megkezdi Damar szabadságharcosainak kiképzését, amit az ezredes bajori származása nem könnyít meg. Közben Odo állapota valóban rohamos romlásnak indul, bár ezt – sikertelenül – igyekszik titkolni Kira elől. Bashir és O'Brien közben nem tudják eldönteni, hogyan lépjenek fel a Harmincegyes Részleg ellen, mert az gyanítják, nekik van ellenszerük az Alapítók elpusztítására létrehozott vírus ellen, de inkább hagyják meghalni Odót, mintsem vállalják a kockázatát annak, hogy a gyógymód eljusson az Alapítókhoz. Gowron hadvezérként nyújtott gyalázatos teljesítményéről kiderül, csak részben tudható be rossz taktikai érzékének, sokkal inkább Martokot akarja ezzel megsemmisíteni, akit politikai ellenfelének vél, és közben teljesen figyelmen kívül hagyja, hogy személyes bosszúhadjáratának az Alfa Kvadráns eshet áldozatul. Worf megpróbálja rávenni Martokot, hogy a klingon szokások szerint hívja ki párbajra Gowront, de mikor a tábornok nem hajlandó erre, végül ő maga küzd meg a kancellárral, és az összecsapásban megöli, majd Martok javára lemond az így egyébként rá szálló kancellári tisztségről. Damar felkelői hírt kapnak arról, hogy a Domínium megkezdte a breen fegyverek felszerelését a jem'hadar hajókra is, és úgy döntenek, megpróbálnak szerezni egy ilyen fegyverrel ellátott hajót, hogy a Föderáció tanulmányozhassa azt. Rövid előkészítő fázis után útnak is indulnak egy kardassziai javítóállomásra, ahol sikerül hatalmukba keríteniük egy jem'hadar hajót, és elindulnak vele a Föderáció területe felé. Ekkorra Odo már kritikus állapotban van, ugyanis az elmúlt időszakban végzett intenzív alakváltásai nagyban hozzájárultak a betegség rohamos sebességű kiteljesedéséhez. Bashir és O'Brien végül elhatározásra jutnak: Siskót nem tájékoztatva, megpróbálják az állomásra csalni a Harmincegyes Részleg egyik ügynökét, hogy kikényszerítsék belőle az Alapítók ellen készített vírus ellenszerét. |                                       |
| 173. | A gyógymód [10/7] | Extreme Measures                      |
| 173. | A Kardassziáról hazahozott Odo állapota kétségbeejtő, Bashir úgy véli, az alakváltó legfeljebb két héten belül meghal. A doktor és O'Brien csapdájába maga Sloan esik bele, akit sikerül foglyul ejteniük. Az ügynök azonban, mikor nyilvánvalóvá válik számára, másképp nem őrizheti meg a vírus ellenszerének titkát, aktiválja a koponyájába épített implantot, ami elkezdi tönkretenni az idegpályáit. A doktor végül kétségbeesett lépésre szánja el magát: néhány neurális interfész segítségével a vulkáni tudat-összeolvasztás mesterséges megfelelőjét szeretné végrehajtani, hogy így behatolva a haldokló Sloan agyába, megszerezze a gyógymódot. Bashir és O'Brien végül rábukkannak az elméje egy összeomlóban levő szegletébe húzódott Sloanra és az ellenszerre. A doktor komoly dilemma elé kerül, mikor felismeri, hogy az ügynök agyában ott van mindazon tudás is, ami alapján lebuktathatnák a Harmincegyes Részleget. Végül aztán sürgetőbb probléma megoldása mellett dönt, és az ellenszer ismeretével a birtokukban elhagyják Sloan elméjét. Az ügynök néhány perccel később meghal, Bashir pedig az ellenszer elkészítése után sikeresen meggyógyítja Odót. |                                       |
| 174. | Ellentámadás [10/8] | The Dogs of War                       |
| 174. | Az állomás – a breenek által megsemmisített Defiant helyett – kap egy másik Defiant osztályú hajót, a Sao Paulót, amit különleges engedéllyel felveheti elődje nevét. Bashir és Dax még mindig jobbára csak kerülgetik egymást, jó öreg 'barátság vagy szerelem' problémakör csapdájába esve. Garak, Kira és Damar egy titkos találkozóra mennek Kardassziára, ahol csapdába esnek, és csak nagy szerencsével tudnak elmenekülni – Garak családjának régi házában, öreg házvezetőnőjüknél találnak búvóhelyet. Zek ugyanis bejelentette visszavonulását, és szavaiból úgy tűnik, Quarkot tervezi utódjául kijelölni. A ferengi azonban nem örülhet felhőtlenül eljövendő nagusi kinevezésének, ugyanis úgy véli, az időközben Zek által bevezetett reformok nem tettek jót a ferengi társadalomnak, és elhatározza, ha hatalomra kerül, visszaállítja a régi rendet. A kardassziai nép a szervezett ellenállás megsemmisítése ellenére – vagy talán éppen ezért – egyre inkább szimpatizál Damarékkal, így tulajdonképpen a civil lakosság mozgósításával újjá lehetne éleszteni a szabadságharcos mozgalmat, sőt, akár teljes körű népfelkeléssé is ki lehetne terjeszteni. Az Alapító közben úgy dönt, mivel az egyesített föderációs flotta kidolgozta a breen fegyver elleni védelmet, és ezzel az erőviszonyok újra helyreálltak, visszavonja a Domínium erőit a kardassziai terület határához, hogy hatékonyabbá tehessék a védelmüket; a Föderáció vezérkara pedig ezt megfelelő lehetőségnek látja a végső támadás megindításához. Bashir és Dax végül elszánják magukat, és a szerelem mellett döntenek; az állomásra érkező Zek pedig tisztáz egy félreértést, ugyanis ő nem Quarkot, hanem Romot szánta az új Nagusnak; és Kardasszián kibontakozóban van a Damar és társai által megindított népfelkelés; Kasidynek pedig nagy híre van férje számára: gyermeket vár tőle. |                                       |
| 175. | Semmi sem tart örökké, I. Rész [10/9] | What You Leave Behind, Part I         |
| 175. | A Deep Space Nine körül összevont föderációs, klingon és romulan flotta a végső támadásra indul az erőit átcsoportosított Domínium ellen. Útközben Sisko látomást kap a Prófétáktól, melyben Sarah elmondja neki, az útja a végéhez közeledik, de a legnagyobb megmérettetés még előtte áll. Bajoron Dukat, aki közben visszanyerte látását, felkeresi Winnt, és mivel az közben megfejtette a Kosst Amojan könyvének titkát, elindulnak a Tűzbarlang felé, hogy kiszabadítsák fogságukból a pagh-wraithokat. Kardasszián a Damar által elindított mozgalom egyre komolyabb fejfájást okoz az Alapítónak, az általuk elkövetett szabotázsokkal, így végül Weyoun és az alakváltó úgy döntenek, a kardassziai civileken torolnak meg minden egyes, ellenük elkövetett akciót. A Föderáció Szövetség erői megkezdik az első Domínium-védvonal ostromát, Damar szabotőrjei pedig épp ekkor bénítják meg Kardasszia teljes kommunikációs rendszerét, így az Alapítónak és Weyounnak fogalma sincs, hogyan alakul a csata. Hamarosan kiderül, a kardassziai hadsereg nem csak odahaza fordított hátat korábbi szövetségeseinek, de a hadihajóik is átállnak a Föderáció Szövetség oldalára, és bekapcsolódnak a breen és jem'hadar hajók elleni harcba. A helyzet ezzel kritikusra fordul a Domínium számára, az Alapító visszarendeli a flotta maradékát Kardasszia Egy köré, és mintegy bosszúból, elrendeli a teljes kardassziai lakosság kiirtását. Damar és társai úgy látják, csak egy mód van a mészárlás megállítására: meg kell támadniuk a Domínium főhadiszállását, és elfogni az Alapítót. Winn közben feléleszti a Tűzbarlangban szunnyadó ősi erőket, majd feláldozza nekik Dukatot, abban a reményben, hogy a pagh-wraithok ezért majd megszállják, és minden eddiginél hatalmasabbá teszik őt. Damar különítményének kisebb nehézségek után sikerül betörniük a Domínium főhadiszállásra, és a hadműveleti teremben fogságba ejtik az Alapítót, aki azonban nem hajlandó elrendelni a fegyverletételt. Hamarosan lesugározzák hozzájuk Odót, aki összeolvad a haldokló Alapítóval, és meggyógyítja, valamint a Kötelék segítségével megérteti vele, miért kell felhagyniuk a szilárdak elleni esztelen háborúval. Az Alapító végül elrendeli a tűzszünetet, és hamarosan a fegyverszüneti megállapodást is aláírják a Deep Space Nine-on. A háború vége egyéb változásokat is magával hoz, az állomás személyzetéből többen búcsút vesznek bajtársaiktól, barátaiktól. Odo Kira iránti szerelme ellenére a visszatérést tervezi a Nagy Kötelékbe, hogy meggyógyíthassa fajtársait, és megtanítsa őket elfogadni a szilárdakat. O'Brien elfogadva a Csillagflotta Akadémia felkérését, családjával együtt visszaköltözik a Földre, hogy az Akadémián tanítson. Worf pedig elfogadja a Martok és Ross által felajánlott föderációs nagyköveti státuszt a Qo'noS-on. A legénység utolsó közös estéjét természetesen Vic klubjában tölti, ahonnan azonban Sisko váratlanul távozik, egyelőre senki sem tudja hova. A Küldött Bajorra, a Tűzbarlangba megy, ahol a börtönéből szabadult Kosst Amojan, a pagh-wraithok 'küldöttje' elfoglalta a halott Dukat testét. Itt kerül sor a végső ütközetre, melyben Siskónak sikerül elpusztítania a Kosst Amojan Könyvét, ami lehetetlenné teszi, hogy bárki újra megpróbálja kiszabadítani a bukott Prófétákat; valamint – saját életének feláldozásával – legyőzi Dukatot. A Küldött végül megérkezik az Égi Templomba, ahol Sarah elmondja neki, hogy az útja végéhez ért, teljesítette feladatát, és elfoglalja helyét a Próféták között. Ben egy látomásban elbúcsúzik Kasidytől, megígérve neki, hogy ha lehet, egyszer visszatér majd hozzá. O'Brien és Worf másnap elutaznak, Odót pedig Kira viszi haza az Alapítók bolygójára, hogy a Nagy Kötelék partján vegyenek végső búcsút egymástól. A Föderáció Deep Space Nine kódjelű űrállomása pedig az örök éjszakában lebegve tovább őrzi a féreglyuk bejáratát, fedélzetén az új állomásparancsnok, Kira ezredes, és az egykori parancsnok fia, Jake Sisko reménykedve függesztik tekintetüket minden nap az Égi Templom bejáratára, remélve, egy napon talán visszaadja mindkettejüknek, amit elragadott tőlük. |                                       |
| 176. | Semmi sem tart örökké, II. Rész [10/10] | What You Leave Behind, Part II        |
| 176. | - |                                       |